# ديفيد وود (كرة سلة)
ديفيد وود (بالإنجليزية: David Wood)‏ مواليد 30 نوفمبر 1964 في سبوكين، هو لاعب كرة سلة أمريكي سابق بدأ مسيرته الاحترافية في سنة 1987 وحمل الرقم 34 و10 و12 و7. يبلغ طوله 6 قدم 9 بوصة (2.1 م). مثّل منتخب بلاده. اعتزل اللعب في 2007.

## فرق لعب لها
- شيكاغو بولز
- نادي برشلونة لكرة السلة
- هيوستن روكتس
- ساسكي باسكونيا
- سان أنطونيو سبرز
- ديترويت بيستونز
- غولدن ستايت ووريورز

## الميداليات
| الميدالية | المسابقة                         |
| --------- | -------------------------------- |
| برونزية   | بطولة كأس العالم لكرة السلة 1998 |

## روابط خارجية
- ديفيد وود على موقع الاتحاد الدولي لكرة السلة (الإنجليزية)
- ديفيد وود على موقع إن بي أي (الإنجليزية)
- ديفيد وود على موقع سبورتس رفرنس (الإنجليزية)
- ديفيد وود على موقع الدوري الإسباني لكرة السلة (الإسبانية)
- ديفيد وود على موقع كرة السلة الأوروبية.كوم (الإنجليزية)
- ديفيد وود على موقع كلية كرة السلة في سبورتس رفرنس.كوم (الإنجليزية)
- ديفيد وود على موقع ريلجم (الإنجليزية)
- ديفيد وود على موقع بروبوليرز (الإنجليزية)
- ديفيد وود على موقع سبورتس رفرنس (الإنجليزية)